# Списак александријских патријарха
Списак александријских православних патријараха обухвата архијереје, односно епископе, архиепископе и патријархе првопрестолног трона Александријске патријаршије.
Код појединих архијереја који су запали у јерес или раскол назначено је њихово одступање од православља и канонског поретка.

## Александријски епископи (42—325)
- Марко Јеванђелиста (43–63)
- Анијан Александријски (61–82)
- Авалије Александријски (83–95)
- Кедрон Александријски (96–106)
- Примус Александријски (106–118)
- Јустус Александријски (118–129)
- Еумени Александријски (131–141)
- Маркиан Александријски (142–152)
- Селадион Александријски (152–166)
- Агрипин Александријски (167–178)
- Јулијан Александријски (178–189)
- Димитрије Александријски (189–232)
- Хераклије Александријски (232–248)
- Дионисије Александријски (248–264)
- Максим Александријски (265–282)
- Теона Александријски (282–300)
- Петар Александријски (300–311)
- Ахила Александријски (312–313)

## Александријски архиепископи (325—451)
- Александар I Александријски (313–328)
- Атанасије I Александријски (328–339)
  - Григорије Кападокијски (339–346) (аријанац, именован царским указом)
- Атанасије I Александријски (346–373, васпостављен)
- Петар II Александријски (373–380)
  - Луције Александријски (373–377) (аријанац, именован царским указом)
- Тимотеј Александријски (380–385)
- Теофил Александријски (385–412)
- Кирил Александријски (412–444)
- Диоскор Александријски (444–451) свргнут на Халкидонском сабору (451)

## Александријски патријарси (од 451. године)
- Протерије Александријски (451–457)
  - упражњено (457–460) патријаршијски трон заузео антихалкидонац Тимотеј II Аелур
- Патријарх Тимотеј III Александријски (460–481)
  - запоседнуто (475–477) патријаршијски трон привремено запосели антихалкидонци Тимотеј II Аелур и Петар III Монгос
- Патријарх Јован I Александријски (481-482)
  - Петар III Монгос (482–489)
- Патријарх Атанасије II Александријски (490–496)
- Патријарх Јован II Александријски (496–505)
- Патријарх Јован III Александријски (505–516)
- Патријарх Диоскор II Александријски (516–517)
- Патријарх Тимотеј IV Александријски (517–535)
- Патријарх Теодосије I Александријски (535–536)
  - Гаинас Александријски (535), противник Теодосијев
- Патријарх Павле Александријски (536–540)
- Патријарх Зоил Александријски (541–551)
- Патријарх Аполинарије Александријски (551–569)
- Патријарх Јован IV Александријски (569–579)
  - упражњено (579–581)
- Патријарх Евлогије I Александријски (581–607)
- Патријарх Теодор I Александријски (607–609)
- Ст. Јован V Александријски (610–619)
  - упражњено (619–621)
- Патријарх Георгије I Александријски (621–631)
- Патријарх Сирије Александријски (631–643)
- Патријарх Петар IV Александријски (643–651)
- Патријарх Теодор II Александријски
- Патријарх Петар V Александријски
- Патријарх Петар VI Александријски
- Патријарх Теофил Александријски
- Патријарх Онопсус Александријски
- Патријарх Козма I Александријски (727–768)
- Патријарх Политаније Александријски (768–813)
- Патријарх Еустатије Александријски (813–817)
- Патријарх Христофор I Александријски (817–841)
- Софроније I Александријски (841–860)
- Патријарх Михајло I Александријски (860–870)
- Патријарх Михајло II Александријски (870–903)
  - упражњено (903–907)
- Патријарх Христодоул Александријски (907–932)
- Патријарх Јевтихије Александријски (932–940)
- Патријарх Софроније II Александријски (941)
- Патријарх Исак Александријски (941–954)
- Патријарх Јов Александријски (954–960)
  - упражњено (960–963)
- Елије I Александријски (963–1000)
- Арсеније Александријски (1000–1010)
- Теофил Александријски (1010–1020)
- Георгије II Александријски (1021–1051)
- Леонтије Александријски (1052–1059)
- Александар II Александријски (1059–1062)
- Јован VI Александријски (1062–1100)
- Евлогије Александријски
- Сава Александријски
- Кирил II Александријски
- Теодосије II Александријски
- Софроније III Александријски (1116–1171)
- Елије II Александријски (1171–1175)
- Елеутерије Александријски (1175–1180)
- Марко III Александријски (1180–1209)
- Никола I Александријски (1210–1243)
- Григорије I Александријски (1243–1263)
- Никола II Александријски (1263–1276)
- Атанасије III Александријски (1276–1316)
- Григорије II Александријски (1316–1354)
- Григорије III Александријски (1354–1366)
- Нипон Александријски (1366–1385)
- Марко IV Александријски (1385–1389)
- Никола III Александријски (1389–1398)
- Григорије IV Александријски (1398–1412)
- Никола IV Александријски (1412–1417)
- Атанасије IV Александријски (1417–1425)
- Марко V Александријски (1425–1435)
- Патријарх Филотеј Александријски (1435–1459)
- Патријарх Марко VI Александријски (1459–1484)
- Патријарх Григорије V Александријски (1484–1486)
- Патријарх Јоаким Александријски (1486–1567)
  - упражњено (1567–1569)
- Патријарх Силвестер Александријски (1569–1590)
- Патријарх Мелетије I Александријски (1590–1601)
- Кирил III Александријски (1601–1620)
- Патријарх Герасим I Александријски (1620–1636)
- Патријарх Митрофан Александријски (1636–1639)
- Патријарх Нићифор Александријски (1639–1645)
- Патријарх Јоаникије Александријски (1645–1657)
- Патријарх Пајсије Александријски (1657–1678)
- Патријарх Партеније I Александријски (1678–1688)
- Патријарх Герасим II Александријски (1688–1710)
- Патријарх Самјуел Александријски (1710–1712)
- Патријарх Козма II Александријски (1712–1714)
  - Самјуел (васпостављен) (1714–1723)
  - Козма II (васпостављен) (1723–1736)
- Патријарх Козма III Александријски (1737–1746)
- Патријарх Матеј Александријски (1746–1766)
- Патријарх Кипријан Александријски (1766–1783)
- Патријарх Герасим III Александријски (1783–1788)
- Патријарх Партеније II Александријски (1788–1805)
- Патријарх Теофил III Александријски (1805–1825)
- Патријарх Јеротије I Александријски (1825–1845)
- Патријарх Артемије Александријски (1845–1847)
- Патријарх Јеротије II Александријски (1847–1858)
- Патријарх Калиник Александријски (1858–1861)
- Патријарх Јаков Александријски (1861–1865)
- Патријарх Никанор Александријски (1866–1869)
- Патријарх Софроније IV Александријски (1870–1899)
- Патријарх Фотије Александријски (1900–1925)
- Патријарх Мелетије II Александријски (1926–1935)
- Патријарх Никола V Александријски (1936–1939)
- Патријарх Христофор II Александријски (1939–1966)
  - упражњено (1966–1968)
- Патријарх Никола VI Александријски (1968–1986)
- Патријарх Партеније III Александријски (1987–1996)
- Патријарх Петар VII Александријски (1997–2004)
- Патријарх Теодор II Александријски (2004–)